# Eli Cohen
Eliyahu Ben-Shaul Cohen (héber betűkkel: אֱלִיָּהוּ בֵּן  שָׁאוּל כֹּהֵן‎, arabul: إيلياهو بن شاؤول كوهين‎), (Alexandria, 1924. december 6. – Damaszkusz, 1965. május 18.), ismertebb nevén Eli Cohen  izraeli kém volt. Elsősorban az 1961–65-ben Sziriában végzett hírszerzési tevékenysége révén ismert, melynek során szoros kapcsolatokat épített ki a szíriai politikai és katonai elit tagjaival, és a szíriai védelmi miniszter főtanácsadója lett.
A szíriai kémelhárítás végül leleplezte, a katonai törvényszék halálra ítélte, az ítéletet nyilvános akasztással hajtották végre 1965-ben.

## Fiatalkora
Cohen 1924-ben született az egyiptomi Alexandriában, hithű zsidó és cionista családban. Apja 1914-ben költözött ide Aleppóból. Cohen  a kairói Farouk Egyetemen tanult.
1947 januárjában, mivel nem akarta megfizetni a fiatal zsidó férfiak számára kötelező hozzájárulást, alternatív lehetőségként jelentkezett az egyiptomi hadseregbe, ám kérdéses lojalitása miatt szolgálatra alkalmatlannak találták. A Muszlim Testvériség zaklatása miatt még ugyanabban az évben otthagyta az egyetemet és otthon kezdett tanulni.
Szülei, három fiútestvérével együtt 1949-ben Izraelbe költöztek, de ő Egyiptomban maradt, egyrészt elektronikai tanulmányainak befejezése, másrészt a zsidó és cionista műveletek koordinálása céljából. Az egyiptomi kormány egy katonai puccsot követően 1951-ben anticionista kampányba kezdett, Cohent letartóztatták és cionista tevékenysége miatt kihallgatták. Az 1950-es években több fedett izraeli akcióban vett részt, bár az egyiptomi kormány soha nem tudta bizonyítani a Goshen-műveletben való érintettségét, melynek célja az egyiptomi zsidók Izraelbe csempészése volt a fokozódó antiszemitizmus miatt.
1955-ben Izrael titkosrendőrsége egy szabotázsosztag létrehozására egyiptomi zsidókat toborzott, akiknek feladata a nyugati hatalmak és Egyiptom kapcsolatának bomlasztása volt; a művelet Lavon Affair néven vált ismertté. Az osztag lakatlan amerikai és brit létesítményekre dobott bombákat, arra számítva, hogy az akciókat egyiptomiaknak tulajdonítják. Az egyiptomi hatóságok leleplezték a csoportot, és két tagját halálra ítélték. Cohen támogatta a csoportot, és a műveletekhez köze is volt, de a hatóságok nem találtak kapcsolatot közte és az elkövetők között.
Az egyiptomi kormány egyre határozottabban üldözte a zsidókat, közülük sokat ki is utasított az országból. Cohen 1956 decemberében kényszerült elhagyni Egyiptomot. A Jewish Agency for Israel segédletével Izraelbe vándorolt ki. Az Izraeli Védelmi Erők 1957-ben sorozta be, a katonai elhárításhoz került, ahol elemző kémelhárító lett. Munkája nem kötötte le, ezért megpróbált a Moszadhoz kerülni. Sértve érezte magát, amikor jelentkezését a Moszad elutasította, emiatt otthagyta a katonai kémelhárítást. A rákövetkező két évben egy Tel Aviv-i biztosítónál irodai munkát végzett.
1959-ben feleségül vett egy iraki zsidó emigránst, Nadia Majaldot. Három gyermekük született, a család Bat Yamban telepedett le.

## A Moszadnál vállalt szerepe
Cohent végül a Moszad főigazgatója, Meir Amit vette fel a szolgálathoz. Meir Amit egy különleges ügynököt keresett a szíriai kormányba való beépüléshez. Cohen neve akkor merült fel, amikor Amit a szolgálat aktáit nézte át, miután a lehetséges jelöltek egyike sem felelt meg a munkára. Cohent két hétig megfigyelés alatt tartották, és alkalmasnak találták a kiképzésre. Cohen hat hónapos intenzív kiképzésen vett részt a Moszad kiképzőközpontjában. A kiképzést igazoló dokumentum szerint Cohennek minden képessége megvolt arra, hogy kaca, azaz terepügynök legyen.
Hamis személyazonosságot kapott, és szíriai üzletember lett, aki Argentínából tér vissza hazájába. A fedőtörténet igazolása érdekében Cohen 1961-ben Buenos Airesbe költözött. Buenos Airesben az arab közösség köreiben mozgott, közben környezete tudomására hozta, hogy jelentős összeget hajlandó a Baasz Párt rendelkezésére bocsátani. Akkoriban a Baasz Párt nem volt törvényes párt Szíriában, de 1963-ban államcsínnyel megszerezték a hatalmat.

## Szíria

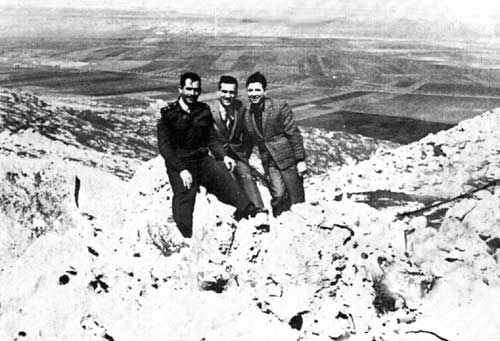
Cohen (középen) a Golán-fennsíkon

Cohen 1962 februárjában költözött Damaszkuszba Kamel Amin Thaabet (arabul: كامل أمين ثابت) álnéven. A Moszad körültekintően tervezte meg, hogyan építse ki kapcsolatait a magas rangú szíriai politikusokkal,  katonai vezetőkkel, befolyásos közéleti szereplőkkel és a diplomáciai testülettel.
Cohen ugyanott folytatta társasági életét, ahol Argentínában abbahagyta, kávéházakba járt, ahol a politikai pletykákra figyelt. Lakásában partikat szervezett a magas rangú szíriai minisztereknek, üzletembereknek. Ezeken a partikon bőségesen folyt az ital, prostituáltak álltak a vendégek rendelkezésére, és a magas rangú kormányzati tisztségviselők nyíltan beszéltek munkájukról, valamint a katonai tervekről. Cohen sokszor részegnek tettette magát, és így figyelt a beszélgetésekre. Sok kormányzati tisztségviselőnek adott kölcsönt, és sokan kérték a tanácsát is.

### Hírszerzés
Cohen nagy mennyiségű és sok területre kiterjedő hírszerzési adatot nyújtott az izraeli hadsereg számára 1961 és 1965 között. A szerzett információt rádión, levelezés útján és néha személyesen juttatta el Izraelbe; titokban három alkalommal is járt ott. Legismertebb akciója a Golán-fennsíkra tett utazása volt, aminek során az ottani szíriai erődítményekről gyűjtött információkat. Együttérzést színlelt az erős napsütés hatásának kitett, ott szolgáló katonákkal, és elérte, hogy árnyékot adó fákat ültessenek minden katonai állás fölé. Az izraeli védelmi erők ezeket a fákat használták irányjelzőként a hatnapos háborúban, melyben Izrael két nap alatt elfoglalta a Golán-fennsíkot.
Cohen rendszeresen látogatta a déli határvidéket, ahol fényképeket és feljegyzéseket készített a szíriai állásokról. Tudomására jutott egy titkos terv is, mely háromsoros föld alatti erődítményvonal létrehozására irányult; ezt nem ismerve az izraeli erők csak egyetlen védelmi vonalra számíthattak volna. Azt is sikerült kiderítenie, hogy a szírek a Jordán folyót tápláló vízgyűjtő területen lévő vízfolyások elterelését tervezik, hogy Izraeltől elvonják az ország létezését biztosító vizet, így a izraeli erők az információ birtokában időben meg tudták semmisíteni a feladatra szánt eszközöket.
Egyes állítások szerint a Cohen által gyűjtött információknak jelentős szerepe volt Izrael hatnapos háborúban aratott sikerében, bár egyes, hírszerzésben jártas szakértők szerint a Golán-fennsíkról szerzett adatai földi és légi felderítésekből már egyébként is rendelkezésre álltak.

### Leleplezése
Ahmed Suidani, a szíriai elhárítás újonnan kinevezett ezredese senkiben sem bízott, és ellenszenvet érzett Cohen iránt. Cohen 1964 novemberében tett utolsó izraeli látogatása során kifejezte a Moszad illetékeseinek a leleplezéstől való félelmét, és kijelentette, hogy befejezi szíriai küldetését. Utolsó látogatásának célja információk átadása és a harmadik gyermekének születésénél való jelenlét volt. Az izraeli hírszerzés viszont megkérte, hogy még egyszer térjen vissza Szíriába. Elutazása előtt Cohen megígérte feleségének, hogy ez lesz az utolsó útja, mielőtt végleg hazatér.
1965 januárjában a szíriai illetékesek növelték erőfeszítéseiket egy magas szintű kém felderítésére, a művelethez szovjet lehallgató berendezéseket és szovjet szakértők segítségét vették igénybe. A megfigyeléshez rádiócsendet rendeltek el abban a reményben, hogy így azonosíthatják az illegális rádióadásokat. Az adásokat sikeresen észlelve, a  háromszögelés módszerével pontosan meghatározták a rádióadó helyét. A Suidani által vezetett szíriai biztonsági szolgálat január 24-én behatolt Cohen lakásába, ahol éppen egy rádióadás közben kapták rajta.

## Ítélet és halálbüntetés

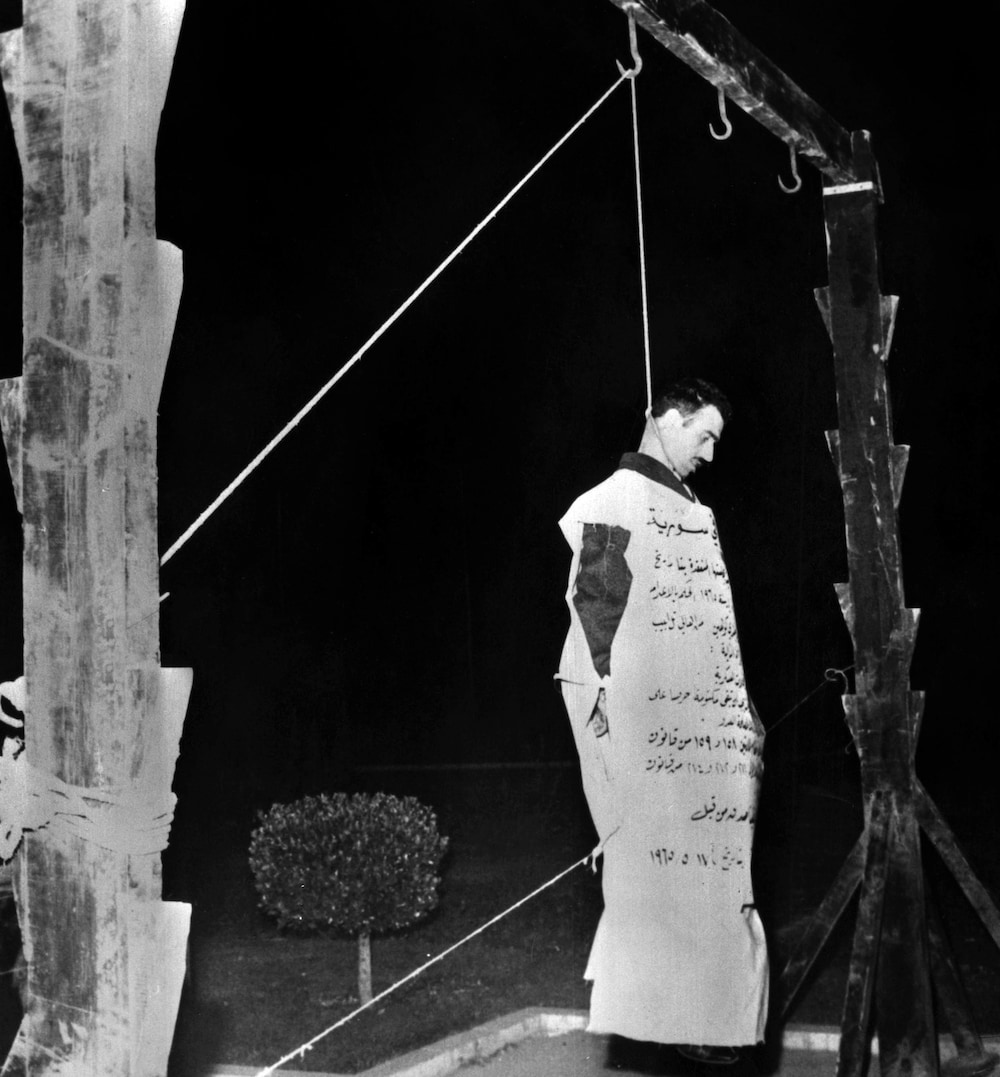
Eli Cohen nyilvánosan kivégezve a damaszkuszi Marjeh-téren, 1965. május 18-án

A katonai törvényszék kémkedés vádjában bűnösnek találta Cohent, és a hadijog alapján halálra ítélte. Többször is kihallgatták és megkínozták.
Izrael nemzetközi kampányt kezdeményezett a kegyelem érdekében, remélve, hogy a szíriaiak nem fogják kivégezni. A kampányt Izrael akkori külügyminisztere, Golda Meir vezette, figyelmeztetve Damaszkuszt Cohen kivégzésének következményeire. Diplomaták, miniszterelnökök, parlamenti képviselők, sőt VI. Pál pápa is megpróbált közbenjárni érdekében. Golda Meir még a Szovjetunióhoz is fordult. A belga, a kanadai és a francia kormány is megpróbálta rávenni a szír kormányt a halálbüntetés börtönbüntetésre váltására, de a szír kormány ezt elutasította. Nadia Cohen Szíria párizsi nagykövetségén kért kegyelmet, de kérelmét elutasították. Cohen 1965. május 15-én így írt utolsó levelében:
Drága Nadiám, arra kérlek, ne töltsd idődet kesergéssel olyan dolgok miatt, amelyek már elmúltak. Magaddal törődj, és örülj egy jobb jövőnek!
Cohent 1965. május 18-án akasztották fel a damaszkuszi Marjeh téren. Kivégzésének napján a börtön illetékesei teljesítették utolsó kívánságát, hogy egy rabbival találkozhasson. Szíria idős főrabbija, Nissim Indibo kísérte el utolsó útjára.

## Temetése

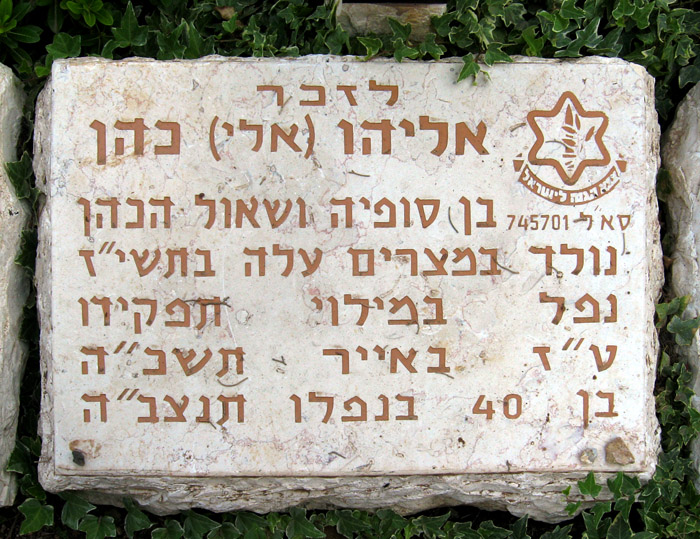
Eliahu (Eli) Cohen emlékköve a jeruzsálemi Herzl-hegyen az Elveszett katonák kertjében

Szíria megtagadta Cohen holttestének kiadását. Felesége, Nadia Amin al-Hafiznak 1965 novemberében írt levelében bocsánatot kért Cohen tetteiért, és kérte férje földi maradványainak kiadatását. 2007 februárjában a török kormány is felajánlotta közvetítését a kiadatásban.
Hafez Al-Assad korábbi kabinetfőnöke, Monthir Maosily 2008 augusztusában azt állította, hogy a szíriaiak háromszor is eltemették Cohent, hogy megakadályozzák a maradványoknak egy különleges művelettel való visszajuttatását Izraelbe. A szír hatóságok többször is visszautasították a család kérését a maradványok visszaküldésére. Cohen testvérei, Abraham és Maurice Cohen kampányt folytattak a maradványok visszaszerzésére. Maurice 2006-os halálát követően a kampányt Nadia irányítja.
2016-ban egy szír csoport, mely önmagát „Szíria műkincsei” néven emlegeti, egy videót posztolt a Facebookra, ami Cohent mutatja kivégzése után. Addig az időpontig nem volt ismeretes egyetlen videofelvétel sem a kivégzésről. A sajtóban 2018. július 5-én bejelentették, hogy Cohen karórája visszakerült Szíriából Izraelbe. Az özvegy említést tett arról, hogy az órát már hónapokkal korábban kezdték árulni, végül a Moszadnak sikerült megszereznie. A Moszad igazgatója, Yossi Cohen ünnepélyes keretek közt adta át az órát Cohen családjának. Az óra azóta a Moszad székházában tekinthető meg.

## Öröksége
Cohen Izrael nemzeti hősévé vált, nevét számos utca és terület őrzi. 1977-ben,  fiának bar-micvó ünnepén részt vett Menáhém Begín miniszterelnök,  Ezer Weizmann védelmi miniszter, Mordechai Gur, az izraeli hadsereg főparancsnoka, és a Moszad több illetékese. Emlékére emlékkövet állítottak a jeruzsálemi Herzl-hegyen az Elveszett katonák kertjében. 
Az életét bemutató, 1987-es The Impossible Spy című filmben John Shea amerikai színész alakította Cohent. A Netflix 2019-ben megjelent, Az izraeli kém című minisorozatában Sacha Baron Cohen játssza a főszerepet.
A Golán-fennsíkon fekvő  Eliad települést róla nevezték el.

## Fordítás
- Ez a szócikk részben vagy egészben  az   Eli Cohen című angol Wikipédia-szócikk ezen változatának fordításán alapul.  Az eredeti cikk szerkesztőit annak laptörténete sorolja fel. Ez a jelzés csupán a megfogalmazás eredetét és a szerzői jogokat jelzi, nem szolgál a cikkben szereplő információk forrásmegjelöléseként.